# Guichen
Guichen is een gemeente in het Franse departement Ille-et-Vilaine (regio Bretagne). De plaats maakt deel uit van het arrondissement Redon. Guichen telde op 1 januari 2022 9.203 inwoners.

## Verkeer
Er liggen twee spoorweghaltes in Guichen: station Guichen - Bourg-des-Comptes en station Laillé.

## Geografie
De oppervlakte van Guichen bedroeg op 1 januari 2022 42,99 vierkante kilometer; de bevolkingsdichtheid was toen 214,1 inwoners per km².

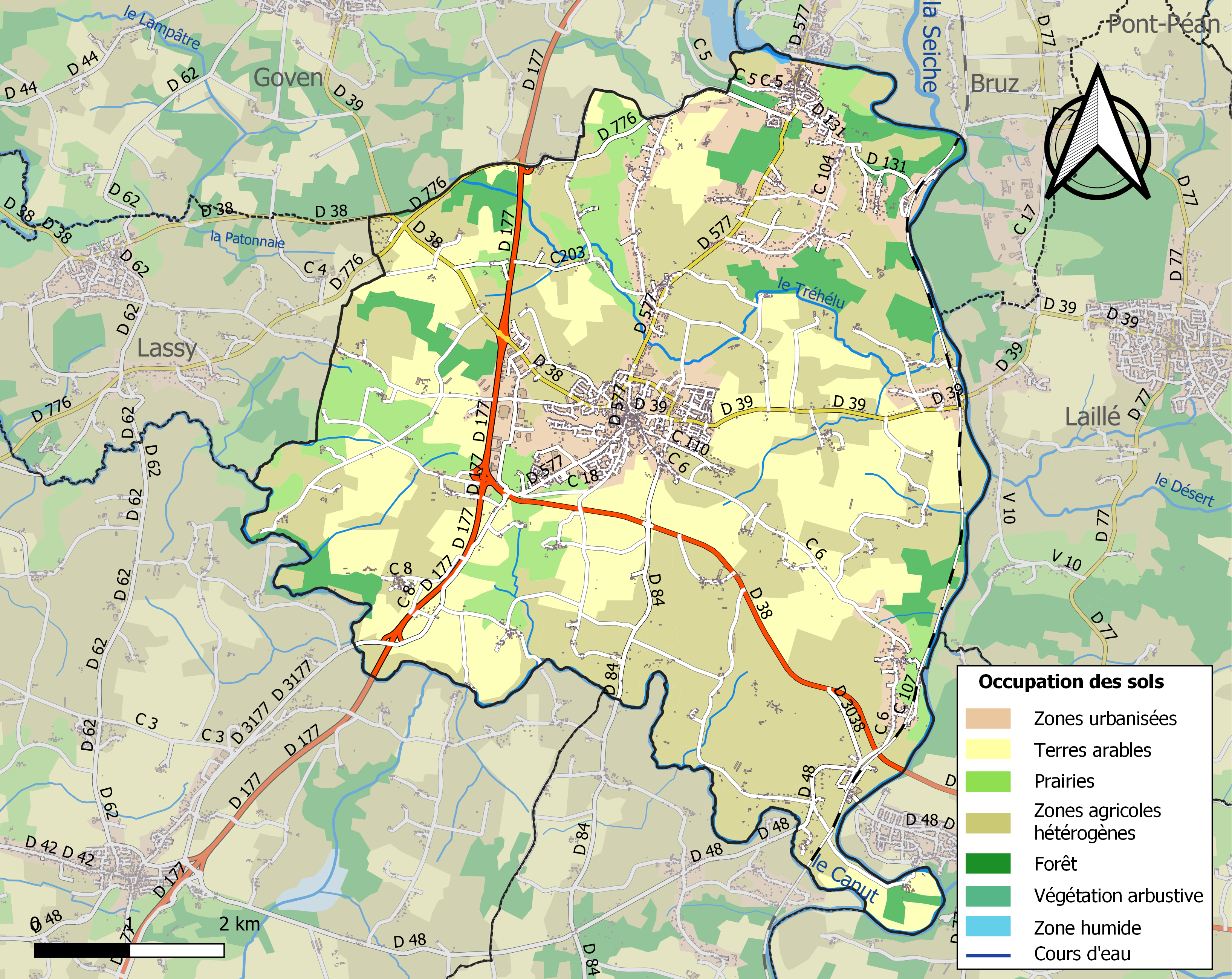
Kaart van de gemeente met belangrijkste infrastructuur, bodemgebruik en omliggende gemeenten

## Demografie
Onderstaande figuur toont het verloop van het inwonertal, bron: INSEE-tellingen. 